# Torneo de Apertura ARUSA 2012
El Torneo de Apertura de la Asociación de Rugby de Santiago 2012 fue el certamen disputado durante el primer semestre de la 63° temporada de la máxima categoría del rugby de Santiago. Comenzó el 17 de marzo de 2012 y finalizó el 9 de junio del mismo año con el triunfo de Craighouse Old Boys, club que obtuvo el tercer título de su historia.
El campeonato se dividió en dos etapas. En la primera de ellas, los 9 clubes de Primera División se enfrentaron en una rueda con un sistema de todos contra todos, al término de la cual los equipos que ocuparon los dos primeros clasificaron a la final del torneo, mientras que el resto de los conjuntos jugaron para definir las demás posiciones.
El Torneo de Apertura sirvió además para definir a los siete clubes que representarán a la Asociación de Santiago en el Torneo Nacional Top 12, organizado por la Federación de Rugby de Chile.

## Fase regular

### Tabla de posiciones[4]
| Pos | Equipo                  | PJ | G | E | P | TF  | TC  | DIF  | BT | BD | Pts |
| --- | ----------------------- | -- | - | - | - | --- | --- | ---- | -- | -- | --- |
| 1   | COBS                    | 8  | 7 | 0 | 1 | 316 | 132 | +184 | 5  | 1  | 34  |
| 2   | Old Boys                | 8  | 6 | 0 | 2 | 380 | 102 | +278 | 7  | 2  | 33  |
| 3   | Universidad Católica    | 8  | 7 | 0 | 1 | 282 | 151 | +131 | 4  | 0  | 32  |
| 4   | Stade Francais          | 8  | 4 | 0 | 4 | 182 | 168 | +14  | 3  | 1  | 20  |
| 5   | PWCC                    | 8  | 3 | 1 | 4 | 194 | 191 | +3   | 4  | 1  | 19  |
| 6   | Old Reds                | 8  | 4 | 0 | 4 | 173 | 247 | -74  | 1  | 0  | 17  |
| 7   | Alumni SC               | 8  | 2 | 1 | 5 | 117 | 174 | -57  | 1  | 2  | 13  |
| 8   | Old Georgians           | 8  | 2 | 0 | 6 | 179 | 255 | -76  | 2  | 2  | 12  |
| 9   | Universidad Santo Tomás | 8  | 0 | 0 | 8 | 48  | 451 | -403 | 0  | 0  | 0   |

 PJ=Partidos jugados; G=Partidos ganados; E=Partidos empatados; P=Partidos perdidos; TF=Tantos a favor; TC=Tantos en contra; DIF=Diferencia; PE=Puntos extra;Pts=Puntos 
|  | Clasifica a la final |
|  | Definiciones         |

### Resultados
|                | Alumni | COBS  | Old Boys | Old Georgians | Old Reds | PWCC  | Stade | UC    | UST   |
| Alumni         |        | 7-43  | 0-38     | 19-16         | 15-17    | 15-15 | 0-12  | 21-26 | 40-7  |
| COBS           | 43-7   |       | 33-30    | 32-20         | 59-17    | 37-10 | 21-12 | 29-33 | 62-3  |
| Old Boys       | 38-0   | 30-33 |          | 76-15         | 45-7     | 26-10 | 69-17 | 13-20 | 83-0  |
| Old Georgians  | 16-19  | 20-32 | 15-76    |               | 11-22    | 29-35 | 22-20 | 23-44 | 43-7  |
| Old Reds       | 17-15  | 17-59 | 7-45     | 22-11         |          | 15-12 | 6-43  | 3-57  | 86-5  |
| PWCC           | 15-15  | 10-37 | 10-26    | 35-29         | 12-15    |       | 27-15 | 30-39 | 55-15 |
| Stade Francais | 12-0   | 12-21 | 17-69    | 20-22         | 43-6     | 15-27 |       | 32-12 | 31-11 |
| U. Católica    | 26-21  | 33-29 | 20-13    | 44-23         | 57-3     | 39-30 | 12-32 |       | 51-0  |
| U. Santo Tomás | 7-40   | 3-62  | 0-83     | 7-43          | 5-86     | 15-55 | 11-31 | 0-51  |       |

## Definiciones

### Séptimo lugar
| 9 de junio de 2012 | Old Georgians | 11 - 6 | Alumni SC |  |  |

### Quinto lugar
| 9 de junio de 2012 | PWCC | 10 - 26 | Old Reds |  |  |

### Tercer lugar
| 9 de junio de 2012 | U. Católica | 34 - 8 | Stade Francais |  |  |

## Final
| 9 de junio de 2012 | COBS | 21 - 13 | Old Boys |  |  |

| Bandera de Chile |
| Campeón COBS     |